# Reinhard Heß
Reinhard Heß (ur. 13 czerwca 1945 w Lauscha, zm. 24 grudnia 2007 w Bad Berka) – niemiecki trener
skoków narciarskich, twórca sukcesów m.in. Dietera Thomy, Martina Schmitta i Svena Hannawalda. Z reprezentacją Niemiec pracował w latach 1994-2003. Jego podopieczni zdobyli trzy złote medale olimpijskie, sześć tytułów mistrza świata, a łącznie 21 medali największych imprez. Zmarł na raka trzustki w klinice w Bad Berka w otoczeniu najbliższej rodziny.
Reinhard Heß to niegdyś najmłodszy skoczek w kadrze narodowej NRD. Był niespełnioną nadzieją skoków narciarskich. Jako zawodnik miał wiele ambitnych planów, ale niewiele sukcesów. Jego rekord życiowy to 112 metrów. Zakończył karierę w 1967 z powodu problemów z plecami.
Po kontuzji rozpoczął studia zaoczne w Erfurcie, jednocześnie – przed zdobyciem formalnego wykształcenia – pracował jako trener w klubie SC Motor Zella-Mehlis. W 1990 został trenerem kadry B skoczków niemieckich. Gdy w 1993 przejął niemiecką kadrę A, zajmował się przede wszystkim doskonaleniem wchodzącego stylu V. W późniejszych latach okazał się współtwórcą sukcesów Martina Schmitta, który to za jego kadencji zdobył dwa razy z rzędu Puchar Świata.
Sukcesy podopiecznych Heßa w Niemczech w latach 1993-2003 (chronologicznie)
| Medal | Zawodnik         | Zawody                   | Rok  |
| ----- | ---------------- | ------------------------ | ---- |
|       | Jens Weißflog    | Turniej Czterech Skoczni | 1994 |
|       | Jens Weißflog    | Igrzyska olimpijskie     | 1994 |
|       | Dieter Thoma     | Igrzyska olimpijskie     | 1994 |
|       | Niemcy           | Igrzyska olimpijskie     | 1994 |
|       | Jens Weißflog    | Puchar Świata            | 1994 |
|       | Jens Weißflog    | Mistrzostwa świata       | 1995 |
|       | Niemcy           | Mistrzostwa świata       | 1995 |
|       | Jens Weißflog    | Turniej Czterech Skoczni | 1996 |
|       | Christof Duffner | PŚ w lotach              | 1996 |
|       | Dieter Thoma     | Turniej Czterech Skoczni | 1997 |
|       | Dieter Thoma     | Mistrzostwa świata       | 1997 |
|       | Niemcy           | Mistrzostwa świata       | 1997 |
|       | Dieter Thoma     | Puchar Świata            | 1997 |
|       | Sven Hannawald   | Turniej Czterech Skoczni | 1998 |
|       | Sven Hannawald   | MŚ w lotach              | 1998 |
|       | Dieter Thoma     | MŚ w lotach              | 1998 |
|       | Niemcy           | Igrzyska olimpijskie     | 1998 |
|       | Sven Hannawald   | PŚ w lotach              | 1998 |
|       | Niemcy           | Puchar Narodów           | 1998 |
|       | Martin Schmitt   | Mistrzostwa świata       | 1999 |
|       | Sven Hannawald   | Mistrzostwa świata       | 1999 |
|       | Niemcy           | Mistrzostwa świata       | 1999 |
|       | Martin Schmitt   | Puchar Świata            | 1999 |
|       | Martin Schmitt   | PŚ w lotach              | 1999 |
|       | Niemcy           | Puchar Narodów           | 1999 |
|       | Martin Schmitt   | Turniej Czterech Skoczni | 2000 |
|       | Sven Hannawald   | MŚ w lotach              | 2000 |
|       | Martin Schmitt   | Puchar Świata            | 2000 |
|       | Sven Hannawald   | PŚ w lotach              | 2000 |
|       | Niemcy           | Puchar Narodów           | 2000 |
|       | Martin Schmitt   | Turniej Czterech Skoczni | 2001 |
|       | Martin Schmitt   | Mistrzostwa świata       | 2001 |
|       | Martin Schmitt   | Mistrzostwa świata       | 2001 |
|       | Niemcy           | Mistrzostwa świata       | 2001 |
|       | Niemcy           | Mistrzostwa świata       | 2001 |
|       | Martin Schmitt   | Puchar Świata            | 2001 |
|       | Martin Schmitt   | PŚ w lotach              | 2001 |
|       | Sven Hannawald   | Turniej Czterech Skoczni | 2002 |
|       | Sven Hannawald   | Igrzyska olimpijskie     | 2002 |
|       | Niemcy           | Igrzyska olimpijskie     | 2002 |
|       | Sven Hannawald   | MŚ w lotach              | 2002 |
|       | Martin Schmitt   | MŚ w lotach              | 2002 |
|       | Sven Hannawald   | Puchar Świata            | 2002 |
|       | Niemcy           | Puchar Narodów           | 2002 |
|       | Sven Hannawald   | Turniej Czterech Skoczni | 2003 |
|       | Sven Hannawald   | Puchar Świata            | 2003 |
|       | Sven Hannawald   | PŚ w lotach              | 2003 |

## Powiedzenie
Reinhard Heß często powtarzał: "Kto walczy do końca, czasem przegrywa, kto się poddaje, przegrywa zawsze".